# فيصل العدواني (شاعر)
فيصل العدواني شاعر وصحفي كويتي ويعد من نجوم الساحة الشعرية الشبابية الكويتية، وهو عضو ديوانية شعراء النبط الكويتية

## السيرة الذاتية
ولد الشاعر الكويتي فيصل بن فهد بن هادي العدواني في الكويت وتحديدا في مستشفى الصباح في 4 مايو من عام 1974، وهو من عائلة شعرية، حيث والده هو الشاعر فهد بن هادي العدواني، وكذلك كان جده شاعراً معروفاً، بدأت مسيرته الشعرية حين ظهر من خلال ديوانية شعراء النبط مع الإعلامي مجبل الحشاش من خلال برنامج لوحات شعبية، كما ساهمت مجلة فواصل الشعرية في نشر قصائده، وكان عضواً في ديوانية شعراء النبط الكويتية، كما عمل بالصحافة من خلال إعداده لملف هواجس الشعري وصفحات أبراج الشعر.

## اعتزاله
اعتزل الظهور الاعلامي لمدة ثلاث سنوات، ولكنه عاد بعدها من خلال برامج وسائل التواصل الاجتماعي فيس بوك وتويتر وآخرها برنامج إنستغرام الذي حصد من خلاله شهره أوصلته لعدد من المتابعين يفوق النصف مليون متابع.

## إصداراته
- ديوان صوتي بعنوان (( هواجس )) عام 2000
- نشرت قصائده بمختلف وسائل الإعلام المقروءة والمرئية والمسموعة
- أقام العديد من الإمسيات داخل الكويت ومن أهمها :
- أمسية نادي الصيد والفروسية عام 1999
- أمسية هلا فبراير عام 2001
- أمسية هلا فبراير عام 2003
- أمسية مهرجان الجهراء الثقافي عام 2004
- أمسية وضوح الرأي عام 2005
- أمسية قطوف الكبرى عام 2006
- أمسية هلا فبراير عام 2008

## الإمسيات والمهرجانات الخليجية والعربية
- أمسية اتحاد الطلبة بالأردن عام 2003
- أمسية سفارة الكويت في عمان عام 2005
- أمسية مهرجان أبها عام 2006
- أمسية مهرجان قطر الثقافي عام 2006
- أمسية مهرجان حايل عام 2006
- ملتقى عمان الشعري الرابع عام 2014

## دواوينه الشعرية
- الطلسمة
- غيبتك